# Aŭstria Esperanto-Federacio
Az Aŭstria Esperanto-Federacio (AEF) (magyar: Ausztriai Eszperantó Szövetség, németül: Österreichischer Esperanto-Verband) 1936-ban alakult, székhelye Bécs. Az UEA hivatalos tagja.

## Története
1934-ben az osztrák fasizmus felszámolta az Ausztriai Munkás Eszperantista Szövetséget (Aŭstria Laborista Ligo Esperantista, ALLE)-t. Az első döbbenet után néhányan ismét szervezkedni kezdtek, köztük Glüxmann, Berdan, Grimme, Zodel és Scheibenreiter. 1936. február 9-én megalakult az Ausztriai Eszperantó Szövetség (AEF), amely Ausztria vezető eszperantó szervezetévé vált. Az AEF által rendezett első bálpartit, a Green Night, 1938 márciusában a hitleri fasiszták „sötét éjszakává” változtatták.[pontosabban?]
Ismét úgy tűnt, hogy Ausztriában véget ért az eszperantó mozgalom. Az undergroundban azonban a hűséges és tudatos eszperantisták nem hagyták abba a szervezkedést és előkészítették az AEF újjáélesztését, és 1945. október 5-én megalakult az Osztrák Eszperantó Intézet és a TRAMONDO Eszperantó könyvesbolt. Ugyanebben az évben a Konzerthaus Schubert-szalonjában Bécs, a híd kelet és nyugat között témával „Feierstunde”-ra került sor. December 16-án megtartották az első Zamenhof-napot.
Az AEF háború utáni első orgánuma, a Informilo-Hírlevél 1946. január 31-én jelent meg, majd megkezdődött az AEF sikeres tevékenysége, a fontos eredmények és események sora, amely az 55. Eszperantó Világkongresszus megtartásával tetőzött, 1970-ben Bécsben.
Az eszperantó története az Osztrák-Magyar Monarchiában és az Osztrák Köztársaságban az 1930-as évekig érhető el.

## Aŭstria Esperanto-Junularo
Az Aŭstria Esperanto-Junularo (AEJ) (magyar: Ausztriai Ifjúsági Eszperantó Szövetség, németül: Österreichischer Esperanto-Jugend) 1965-ben alapították a gráci E-klub tagjai. Székhelye Bécsben van. Az AEF ifjúsági tagozata.

### Története
Az AEJ önállósulását az Aŭstria Esperanto-Federacio-tól (AEF) az egykori bécsi E-fiatalok (DI H.Schalk és barátai) és az AEF igazgatósága (Dr. Grimme, Vokal stb.) között fennálló feszültség motiválta, amely végérvényes szakadáshoz vezetett. 1966-ban megalakult az Osztrák Eszperantó Mozgalom (AEM).
Az AEJ már az 1960-as években együttműködött az Italaj Esperanto-Junularo-val (IEJ) ill. a Jugoslavaj Esperanto-Junularo-val (JEJA)-val közös ifjúsági találkozókat szervezve a három országban. 1967 óta az AEJ az Eszperantó Ifjúsági Világszervezet (TEJO) nemzeti szekciója. A tevékenységek rendszeres bécsi találkozók, esetenkénti szervezett találkozók magyarokkal, szlovákokkal, csehekkel, németekkel. A Kune magazin 2000 és 2010 között jelent meg a Német Eszperantó Ifjúsággal (GEJ) együttműködve. Az elnök Judith Stelzhammer.

## Fordítás
- Ez a szócikk részben vagy egészben  az   Aŭstria Esperanto-Federacio című eszperantó Wikipédia-szócikk ezen változatának fordításán alapul.  Az eredeti cikk szerkesztőit annak laptörténete sorolja fel. Ez a jelzés csupán a megfogalmazás eredetét és a szerzői jogokat jelzi, nem szolgál a cikkben szereplő információk forrásmegjelöléseként.
- Ez a szócikk részben vagy egészben  az   Aŭstria Esperanto-Junularo című eszperantó Wikipédia-szócikk ezen változatának fordításán alapul.  Az eredeti cikk szerkesztőit annak laptörténete sorolja fel. Ez a jelzés csupán a megfogalmazás eredetét és a szerzői jogokat jelzi, nem szolgál a cikkben szereplő információk forrásmegjelöléseként.